# Aeroportul Regional Roseburg
Aeroportul Regional Roseburg (IATA: RBG, ICAO: KRBG, FAA LID: RBG) este un aeroport din Oregon, Statele Unite ale Americii ce deservește zona Roseburg⁠(d). Aeroportul a fost tranzitat în 2019 de 32 de pasageri. A fost numit după zona deservită.
Situat la o altitudine de 161 m, aeroportul dispune de 1 pistă.

## Infrastructură

### Piste
Aeroportul dispune de o singură pistă. Pista 16/34 are suprafața de asfalt și dimensiunile 5.003 picioare × 100 picioare. 